# 澳門輕軌橫琴線河底隧道
澳門輕軌橫琴線河底隧道為澳門輕軌橫琴線的單洞單線鐵路隧道，跨越夾馬口水道，全長約900米，連接路氹城蓮花站及橫琴粵澳深度合作區澳門管轄區內的橫琴口岸澳門口岸區內的橫琴站；隧道項目南光置業—中國土木合作經營承建，中鐵十六局、中鐵建設等單位參建，盾構機“澳琴一號”於2022年7月正式下線，隨後運至橫琴方進行開掘，於同年11月25日抵達澳門路氹城出洞，成為澳門首條採用盾構法施工的河底（海底）隧道項目。

## 歷史

### 初期構思
2010年，珠澳兩地政府在合作專責小組會議上首次探討將澳門輕軌延伸至橫琴島，乘客可乘搭輕軌方便轉乘珠機城際鐵路；其後在2011年《粵澳合作框架協議》中提到興建連接澳門路氹城至橫琴島的輕軌路線與珠機城際鐵路對接。
2014年11月，澳方政府落實規劃設計興建連接澳門至橫琴的輕軌路線，但要配合橫琴口岸重建而未有明確動工時間。時任澳門運輸工務司司長劉仕堯表示，澳門輕軌延伸橫琴線已進入詳細設計階段，日後兩地的軌道交通將會互相銜接：又表示雙方已解決地底深度問題，將採取地下方式行駛，以河底隧道形式穿越十字門水道，與橫琴的軌道交通系統銜接。
2016年9月，橫琴新區管委會表示，已與澳門特別行政區政府達成共識，將澳門輕軌路線延伸至橫琴新區，延伸方案仍需研究，並與當時興建中的橫琴口岸新聯檢大樓作對接。
2020年1月，澳門特別行政區行政會完成討論《訂定在橫琴口岸澳方口岸區及相關延伸區適用澳門特別行政區法律的基本規範》法律草案，法案同時明確劃定澳門特區合法進出澳方口岸區的通道，包括為澳門輕軌延伸至橫琴口岸的預留空間。

### 規劃落實
2020年4月12日，行政長官賀一誠發表澳門特別行政區政府2020年財政年度施政報告中提出正式興建延伸橫琴線，預計於2020年內完成設計，並委託廣東省方面興建。
2020年7月30日，運輸工務司司長羅立文出席立法會口頭質詢大會時表示將於同年年底透露延伸橫琴線方案。
2020年11月16日，行政長官賀一誠發表澳門特別行政區政府2021年財政年度施政報告中表示橫琴線於2020年下半年前開始前期工程，預計2024年下半年完工。

### 興建過程
2021年3月18日，澳門輕軌延伸橫琴線工程正式動工；隨後在2021年9月公布的《澳門-橫琴跨境建設項目》文件中提到橫琴線改為單向行車軌道建設，以單洞單線雙向運營方式進行。
2022年7月13日，“澳琴1号”盾构机於项目横琴侧成功始发，标志着澳门与横琴跨界交通连接的首个大直径海底盾构隧道进入全面建设阶段。
2022年8月31日，公共建設局公佈橫琴線最新工程進展，當中盾構隧道已順利鑽挖及安裝了管片約100米，目前正在進行小半徑段的掘進工作。截至同年8月底，整體工程進度完成約49％。
2022年11月25日，大直徑土壓平衡盾構機「澳琴1號」抵達澳門側，象徵著河底隧道工程全線貫通，較原計劃的貫通日期提前了53天。澳方於當天在澳門側專案現場舉行貫通儀式。

### 列車測試及運營調試
2024年1月，橫琴粵澳深度合作區城巿規劃和建設局局長張國基表示，橫琴線正進行列車系統測試工作，預計同年內建成通車。澳門公共建設局於2024年1月下旬將橫琴線列車操作服務判予澳門輕軌股份有限公司負責，期限為2024年1月1日至9月30日，判給價連同石排灣線合共680萬澳門幣。
2024年4月1日0時起，經中華人民共和國國務院批覆，第三階段澳門輕軌延伸至橫琴口岸的預留空間正式交付澳門特別行政區政府使用，並依照澳門特別行政區法律實施管轄。隨着項目正式移交澳門特區管轄後，將開展項目整體全線段的機電設備及列車系統聯動測試工作，並爭取同年內開通。
2024年5月8日，由於石排灣線測試期間發生列車碰撞意外，橫琴線列車測試臨時暫停。直至2024年5月24日凌晨才恢復。
2024年9月30日，橫琴線正式竣工及完成驗收，並移交予澳門輕軌股份有限公司進行通車前試營運工作。
2024年12月2日，橫琴線正式通車。

## 設計
“澳琴一號”是一台參與澳門輕軌延伸橫琴線河底隧道工程建設的盾構機，亦是首台應用最大直徑的隧道盾構機，在刀盤塗裝上印有澳門地標“大三巴牌坊”圖案，直徑7.98米，設備功率約2560千瓦，於2022年4月19日完成組裝，在鐵建重工長沙第一產業園正式下線。
在长约900米盾构区间隧道工程中，由於洞身全部处于淤泥层、淤泥质土层、粉质黏土层等软弱地层，施工过程中需要攻破国内同等级别盾构机施工遇到的最小曲线半径210米、“V”字形大坡度长距离穿越十字門水道、下穿莲花大桥及口岸众多敏感建筑物地面沉降控制等一系列难题。
“澳琴一號”盾構機自2022年7月25日起連續124天進行鑽掘，期間穿越蓮花大橋珠海側匝道橋、夾馬口水道等設施，及厚達9至22米不等的淤泥層、粉質黏土等軟弱地層的複雜環境，最終在2022年11月25日於澳門側的海濱圓形地貫通出洞，意味澳門輕軌橫琴線河底隧道工程全線貫通。

## 外部連結
- 公共建設局-澳門輕軌延伸橫琴線項目 （页面存档备份，存于）